# Ghetto Blaster Rehearsals
Ghetto Blaster Rehearsals es un demo grabado por el grupo musical de metal Scars on Broadway en 2003 con Casey Chaos, de Amen, Daron Malakian y Shavo Odadjian de System of a Down, Greg Kelso, y Zach Hill.
El demo fue el comienzo de la banda de Daron Malakian, a partir del cual en el año 2008, lanzaron su primer disco de estudio, titulado Scars on Broadway.

## Lista de canciones
| N.º | Título                                   | Duración |  |
| 1.  | «Drum Stuff»                             | 0:14     |  |
| 2.  | «The Prettiest Thing»                    | 3:08     |  |
| 3.  | «B.Y.O.B. & The Prettiest Thing (Intro)» | 2:07     |  |
| 4.  | «Untitled 1»                             | 2:43     |  |
| 5.  | «Sound 1»                                | 0:16     |  |
| 6.  | «Sound 2»                                | 0:09     |  |
| 7.  | «Untitled 2 (Version 1)»                 | 4:33     |  |
| 8.  | «Sound 3»                                | 0:08     |  |
| 9.  | «Untitled 2 (Version 2)»                 | 4:30     |  |
| 10. | «Sound 4»                                | 0:21     |  |
| 11. | «Untitled 3 (Version 1)»                 | 2:43     |  |
| 12. | «Sound 5»                                | 0:08     |  |
| 13. | «Sound 6»                                | 0:13     |  |
| 14. | «Untitled 3 (Version 2)»                 | 2:43     |  |
| 15. | «Untitled 4 (Intro)»                     | 0:35     |  |
| 16. | «Untitled 4»                             | 5:06     |  |

## Personal
- Daron Malakian - voz, guitarra eléctrica
- Casey Chaos - voz
- Zach Hill - batería, percusión
- Shavo Odadjian - bajo
- Greg Kelso - guitarra rítmica